# Costes de Sant Miquel
Les Costes de Sant Miquel són les costes dels Cingles de Bertí, a la Vall de Sant Miquel, al terme municipal de Bigues i Riells, al Vallès Oriental.
Són la part baixa de la cinglera, al costat de llevant del sector nord de la Vall de Sant Miquel, al nord de la Madella i al sud de Sant Miquel del Fai. Per aquestes costes, discorre el camí per pujar a Sant Miquel del Fai, des de Riells del Fai i el fons de la Vall de Sant Miquel.
Es tracta d'un topònim romànic modern, a causa de la pertinença d'aquestes terres al monestir de Sant Miquel del Fai, que és a prop.